# Paguroidea
Pagures, Bernard-l'ermite
Super-famille
La super-famille des Paguroidea regroupe des crustacés décapodes dont les plus connus sont les pagures (ou bernard-l'hermite, avec ou sans h), qui ont besoin d'une protection externe pour protéger leur abdomen, mais cette super-famille compte d'autres espèces portant des noms vernaculaires différents : les crabes de cocotier et (selon certaines classifications) les crabes royaux.

## Description

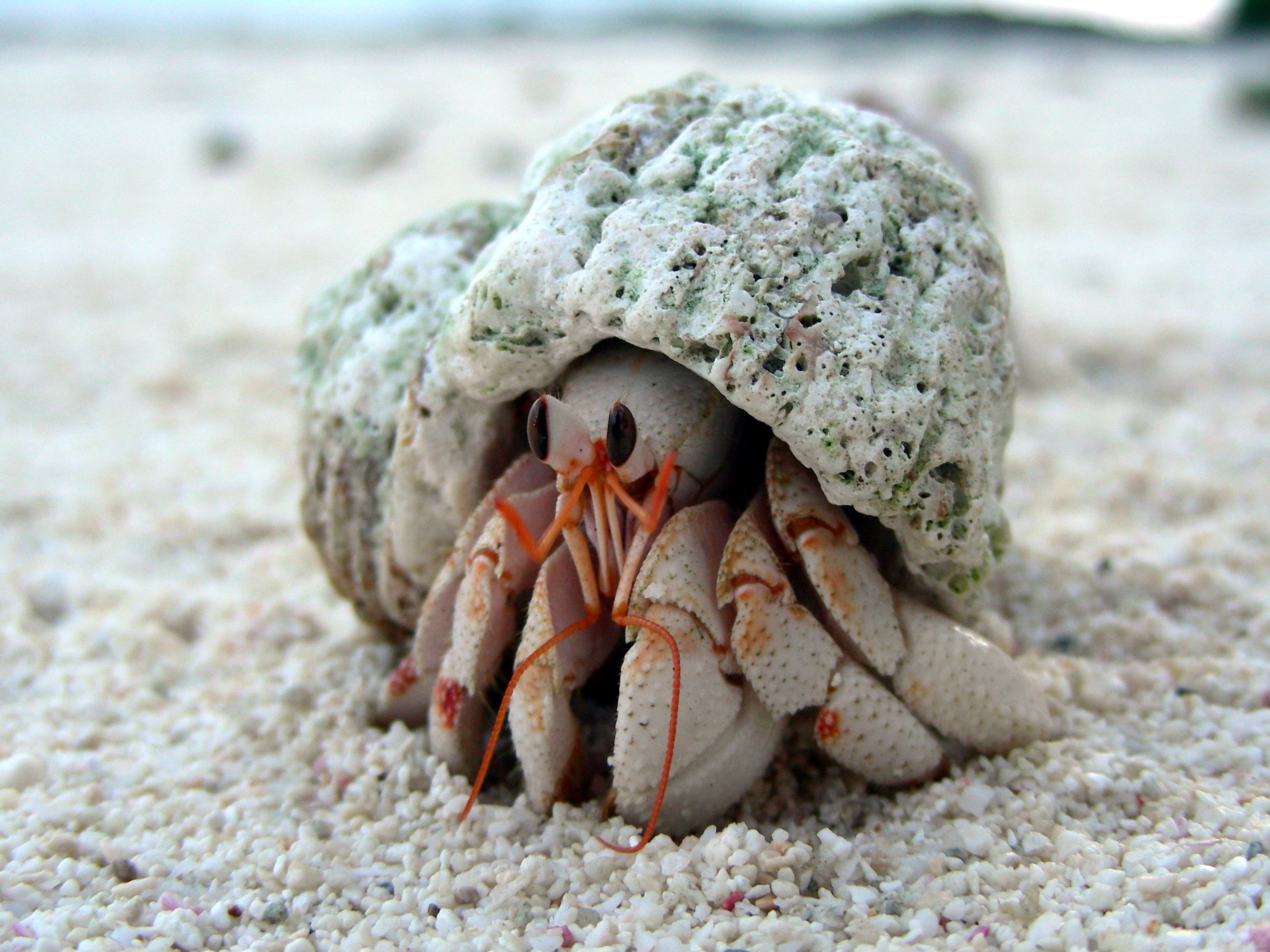
Bernard l’Hermite terrestre (Coenobita perlatus) dans son milieu naturel.

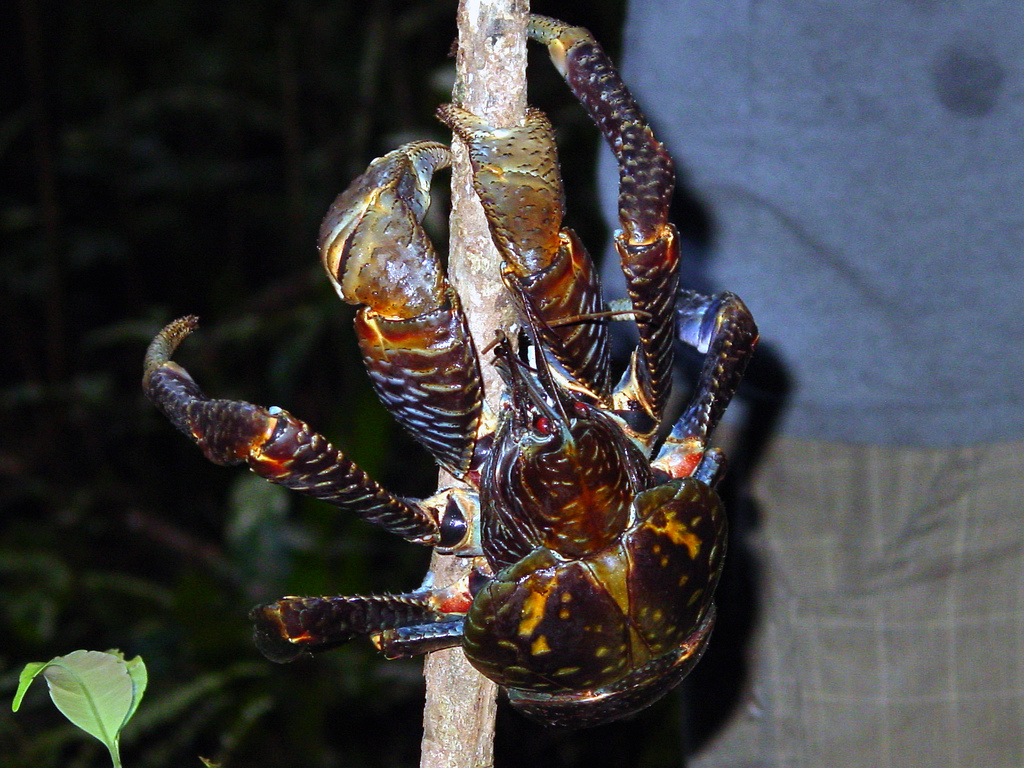
Crabe de cocotier (Birgus latro) dans un arbre : ce pagure a évolué vers un mode de vie et une morphologie très originaux.

Les bernard l'hermite, dont la morphologie rappelle celle des crabes (Brachyura), possèdent comme eux cinq paires de pattes dont la première paire est terminée par deux pinces. Ils constituent cependant un infra-ordre distinct, caractérisé par le fait qu'ils possèdent en général un abdomen mou dépourvu de carapace. Par conséquent, pour se protéger, ils occupent des abris qui, pour la majorité des espèces, sont formés par des coquilles de gastéropode mais aussi parfois des éponges ou des bambous. De plus en plus également des récipients (souvent en plastique) jetés par l'homme. Plusieurs espèces forment également des relations symbiotiques avec certaines anémones de mer (actinies), qu'ils conservent au moment de changer de coquille.
La plupart des bernard l'hermite sont aquatiques, mais certains peuvent vivre dans un environnement terrestre humide ; c'est en particulier le cas des bernard l'hermite d'élevage et du « crabe de cocotier ».
Ces espèces changent de coquille régulièrement. Elles se distinguent également par le fait qu'elles possèdent une pince plus grosse et plus puissante que l'autre, qui sert d'opercule : les espèces des familles Coenobitidae et Diogenidae sont « gauchers », tandis que les Paguridae et Parapaguridae sont « droitiers » (les Pylochelidae et Pylojacquesidae, plus rares, sont quant à eux symétriques). 
Grâce à cette morphologie, ces animaux peuvent se protéger efficacement dans leur coquille.
Le genre Paguritta (famille des Paguridae) se distingue par le fait qu'il vit dans un trou creusé dans le corail plutôt qu'une coquille, et dont il ne sort généralement jamais. 
La nécessité et le danger de changer de coquille provoquent un comportement social appelé « chaîne de vacances » : de nombreux pagures de tailles différentes se réunissent autour d’une coquille vide adaptée à la croissance du plus gros d’entre eux, et chacun passe ensuite dans la coquille de l’autre, la plus petite restant vide,.
Un bernard-l'ermite change généralement de carapace lorsqu'il mue . Tout comme un reptile perd périodiquement sa peau, un bernard-l'ermite devient trop grand pour son exosquelette et doit le perdre. La plupart des bernard-l'ermite muent tous les 12 à 18 mois.] Sur une vie maximum de 15 ans, ce crustacé ermite change de carapace entre 15 et 20 fois.
Dans la région littorale tropicale, ils sont parmi les organismes les plus abondants et de très nombreuses espèces sont découvertes tous les ans.

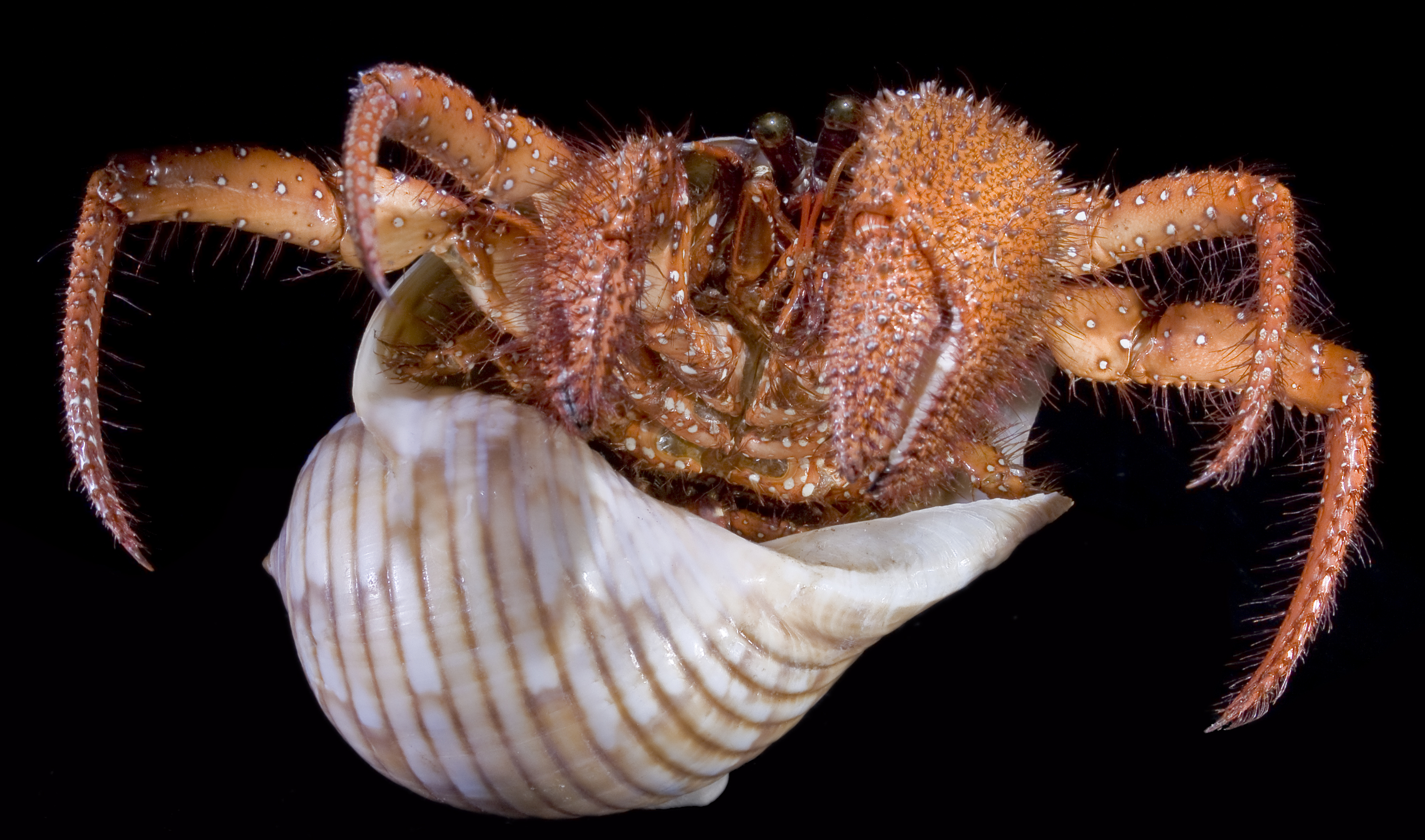
Dardanus megistos, un pagure typique.
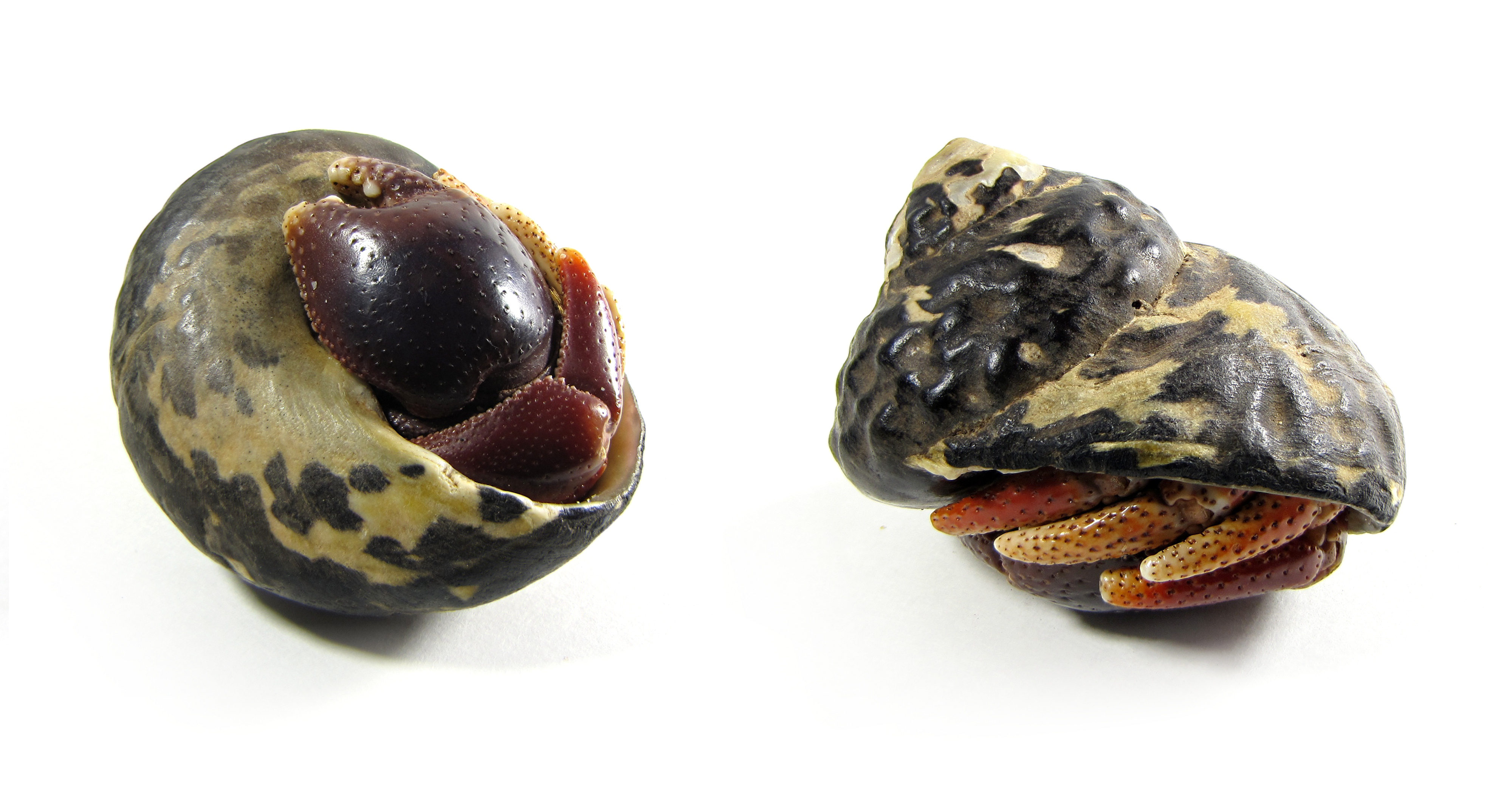
Un Coenobita clypeatus dissimulé dans une coquille, qu'il ferme grâce à sa grosse pince gauche.
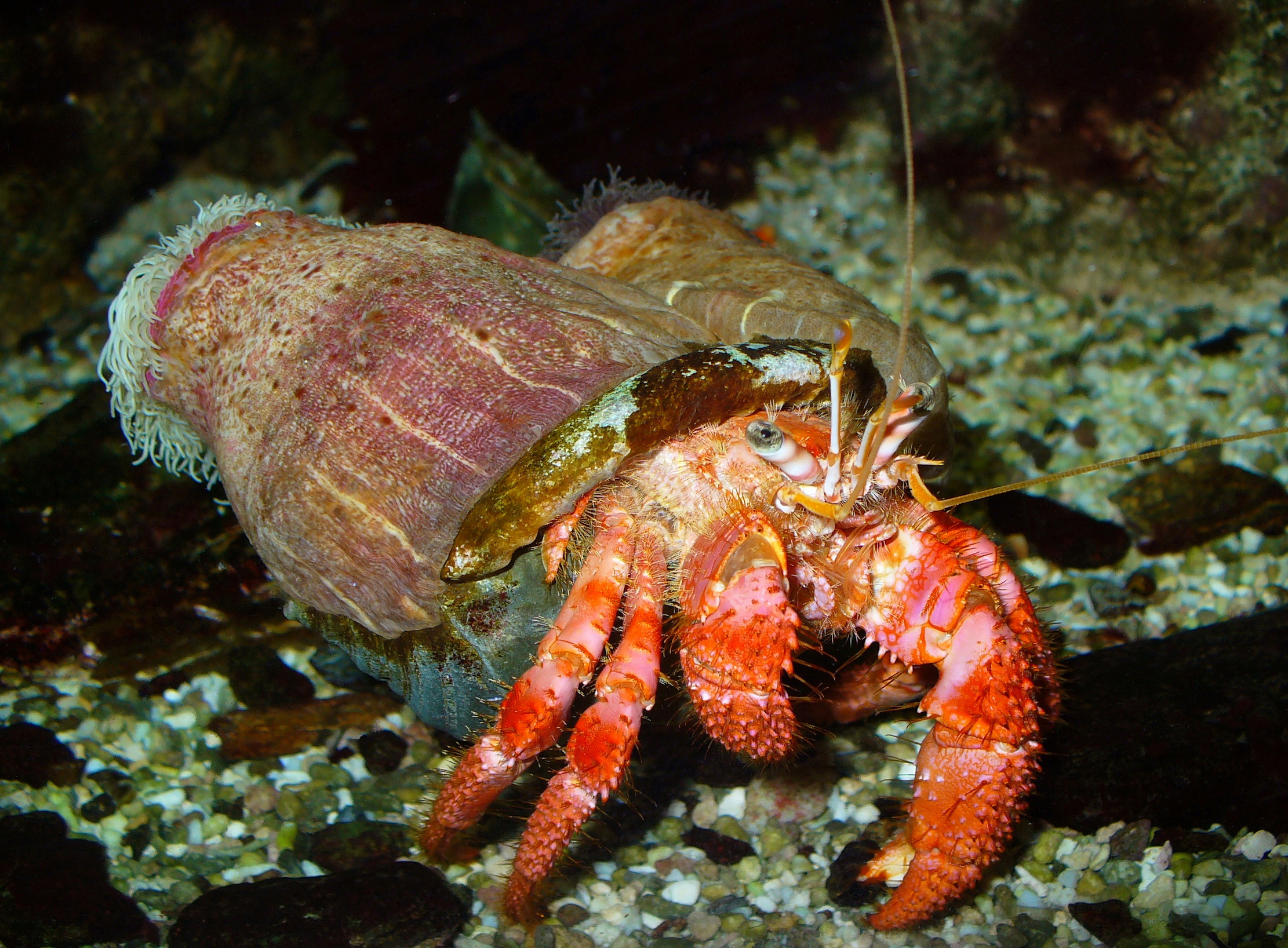
Ce Dardanus calidus vit en symbiose avec l'anémone Calliactis parasitica qu'il porte sur sa coquille.

## Liste des familles
| Selon World Register of Marine Species (11 avril 2014), se fondant sur la phylogénie de McLaughlin et al. 2007 : - famille Coenobitidae Dana, 1851 - ou bernard l'hermite terrestres (dont crabes de cocotier) - famille Diogenidae Ortmann, 1892 - des bernard l'hermite gauchers - famille Paguridae Latreille, 1802 - des bernard l'hermite droitiers - famille Parapaguridae Smith, 1882 - des bernard l'hermite abyssaux - famille Pylochelidae Batte, 1888 - ou pagures symétriques - famille Pylojacquesidae McLaughlin & Lemaitre, 2001 - des bernard l'hermite tubicoles | Selon ITIS (11 avril 2014) : - famille Coenobitidae Dana, 1851 - famille Diogenidae Ortmann, 1892 - famille Lithodidae Samouelle, 1819 - ou crabes royaux - famille Paguridae Latreille, 1802 - famille Parapaguridae Smith, 1882 - famille Pylochelidae Bate, 1888 |

- Changements depuis McLaughlin et al. 2007[6] :
  - Les Lithodidae en seraient exclus pour former une superfamille à part avec les Hapalogastridae.
  - Les Parapylochelidae (Fraaije, Klompmaker & Artal, 2012) forment une nouvelle famille découverte en 2009.

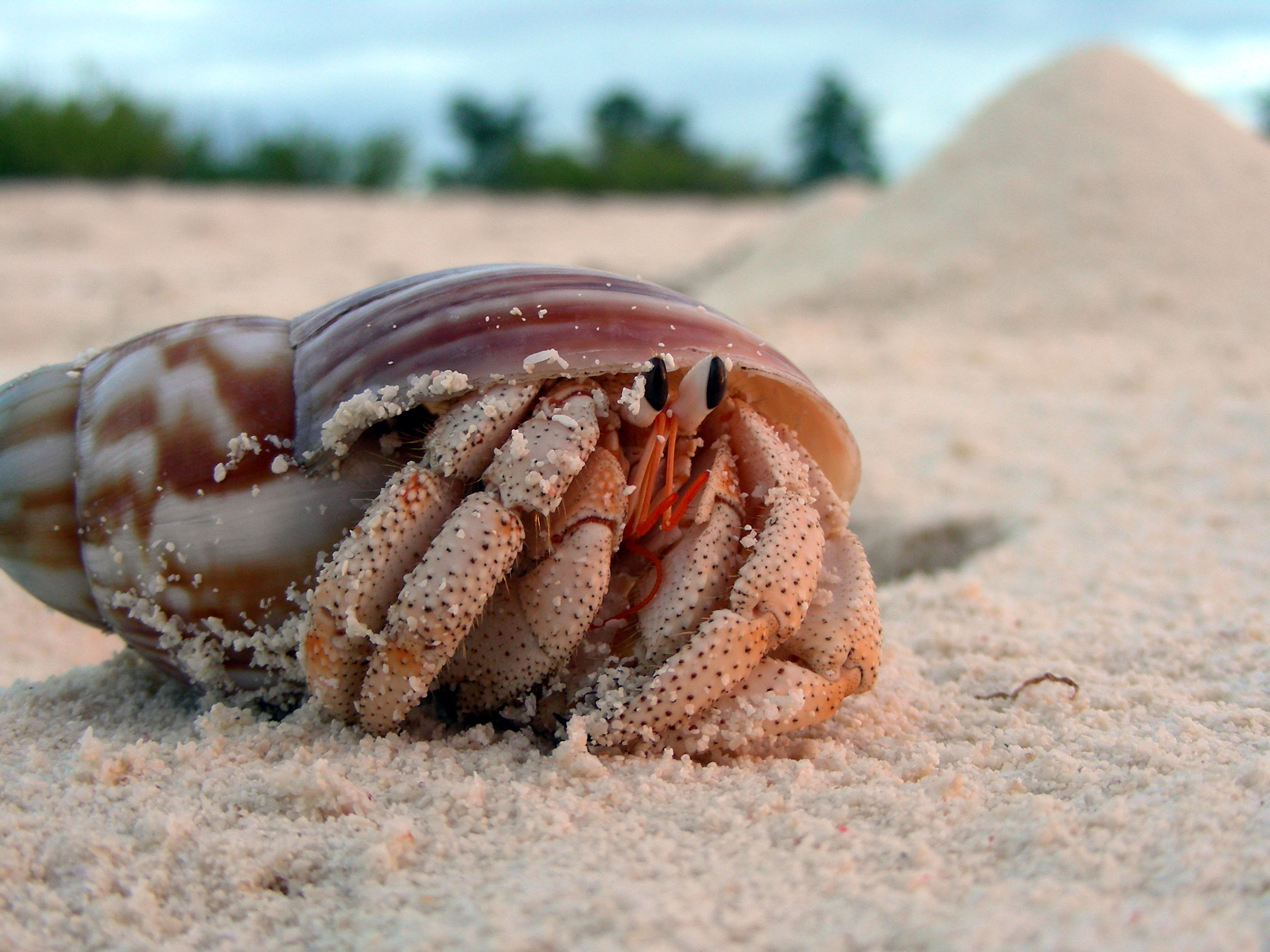
Coenobita perlatus, un Coenobitidae.
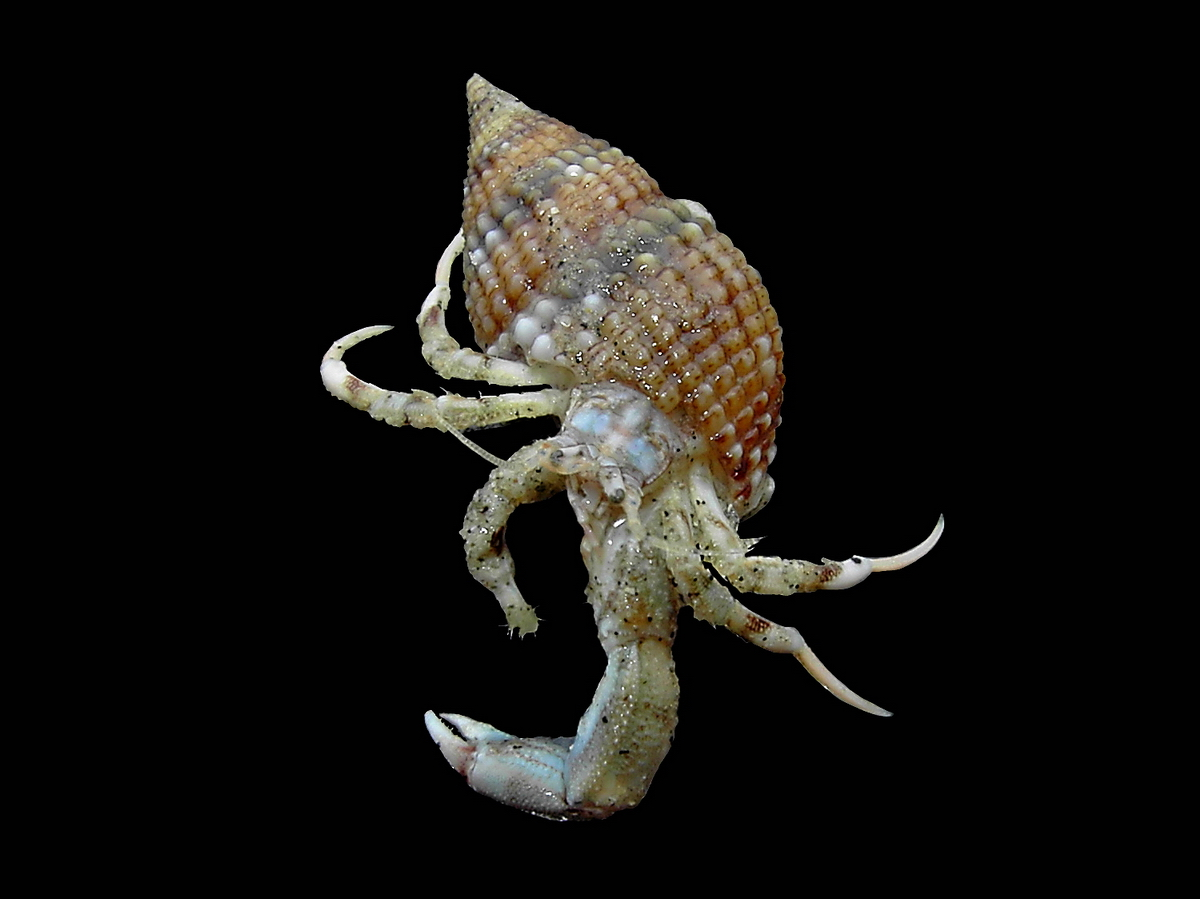
Diogenes pugilator, un Diogenidae.
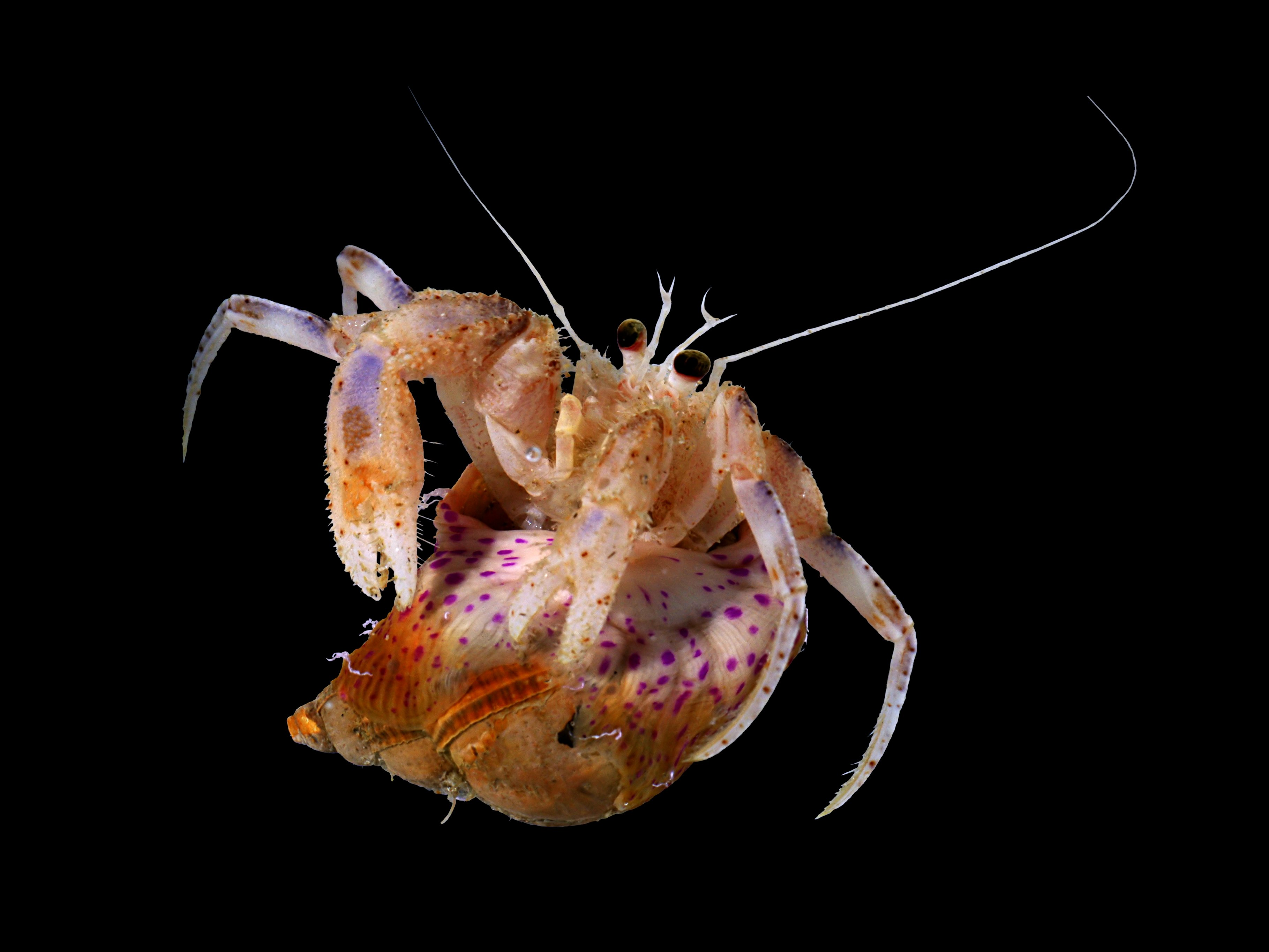
Pagurus prideaux, un Paguridae.
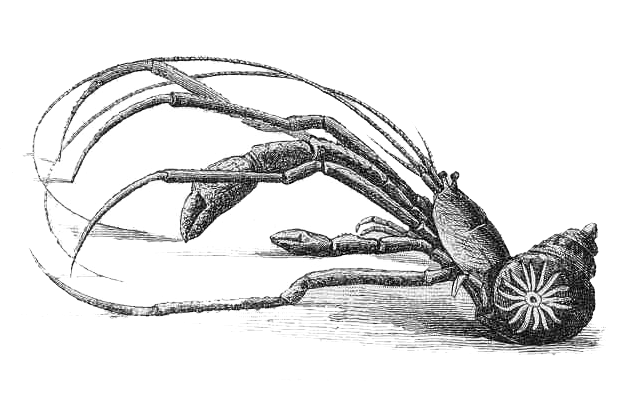
Parapagurus abyssorum, un Parapaguridae.
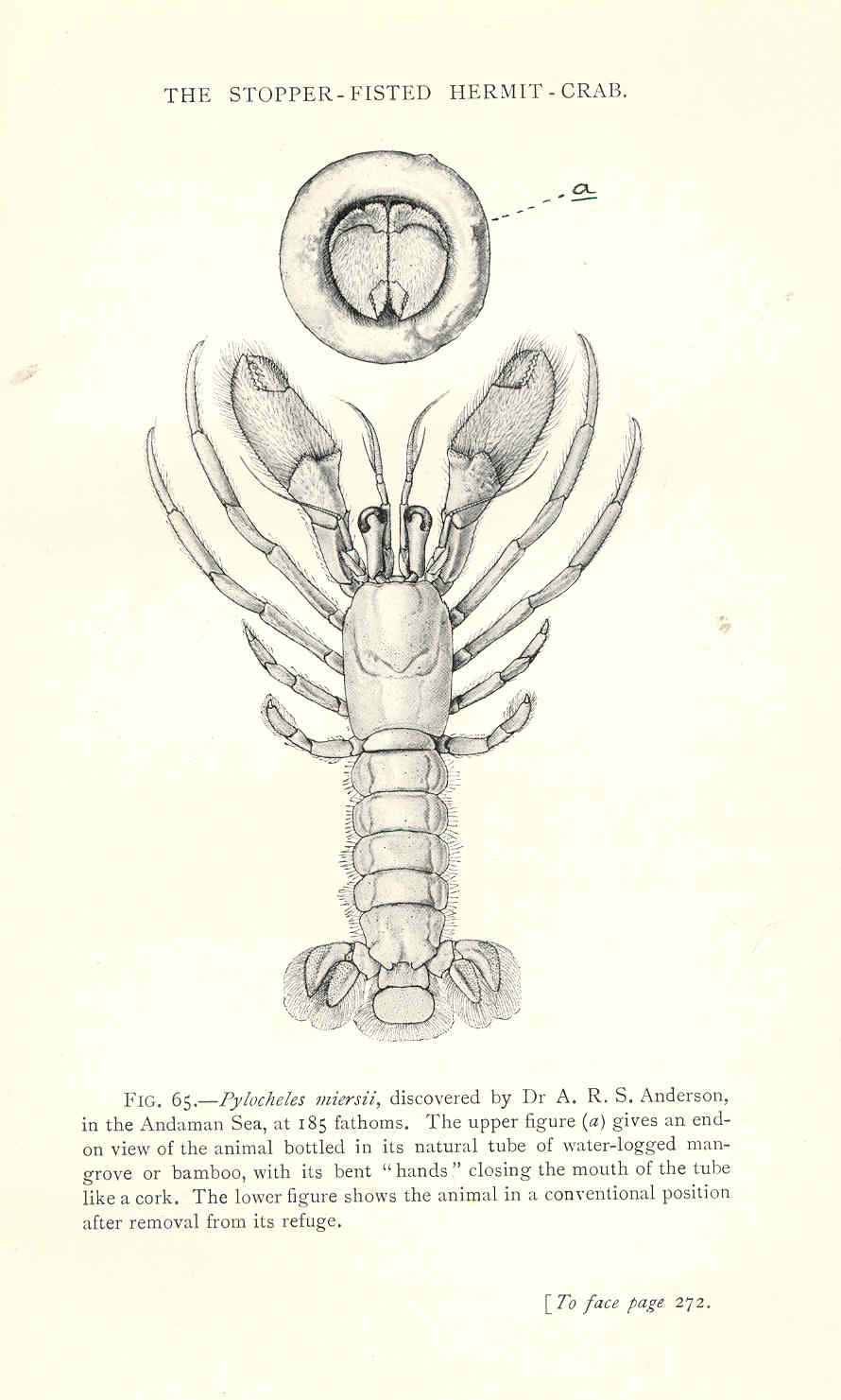
Xylocheles miersi, un Pylochelidae.
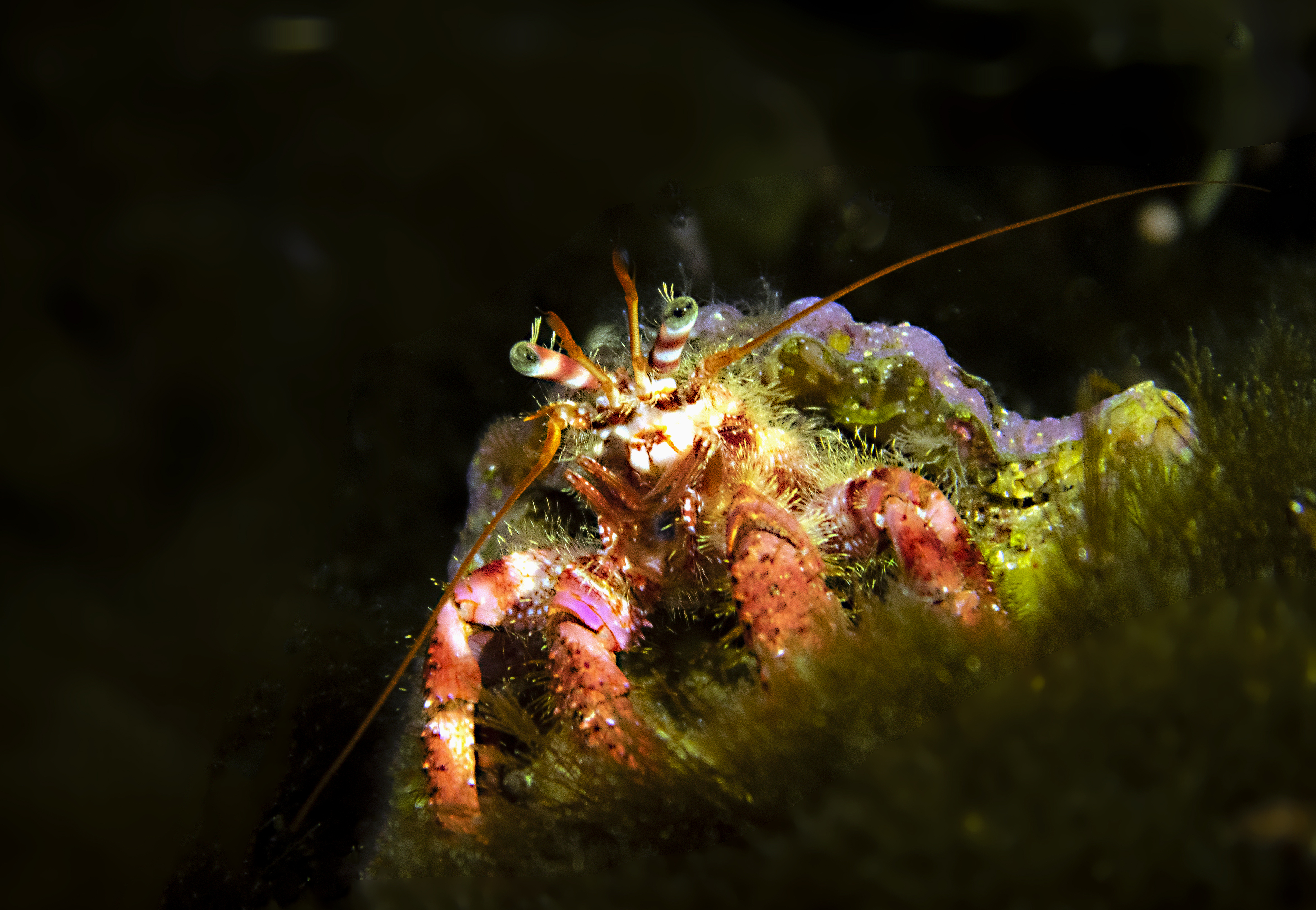
Dardanus sp. au large d'Iż-Żurrieq (Malte).

## Espèces et taxons notables
- Le crabe de cocotier (Birgus latro) et les Coenobita sont des bernard l'hermite terrestres. Ils sont totalement adaptés à la vie terrestre à l'âge adulte. Seuls les stades larvaires se déroulent en milieu marin. Les Coenobita portent une coquille pour protéger leur abdomen mou. Le crabe de cocotier, quant à lui, a évolué de telle façon que la forme adulte n'a plus besoin du port d'une coquille.
- Les lithodidés ou crabes royaux, contrairement aux autres espèces de paguroïdés, possèdent une carapace solide très similaire à celle des crabes proprement dits. Il s'agit là d'un exemple d'évolution parallèle au sein des crustacés décapodes. Ces crabes possèdent cependant selon World Register of Marine Species (11 avril 2014)[5] leur propre super-famille, les Lithodoidea.
- Le pagure (Pagurus bernhardus) est le bernard l'hermite commun que l'on trouve sur les côtes atlantiques européennes.

## Capacités cognitives
Une étude récente ayant porté sur le cerveau de 200 crustacés (dont les pagures) a montré que leur cerveau est plus complexe qu'on ne le pensait ; il abrite des centres mémoriels et d'apprentissage (dénommés « mushroom bodies ») qui n'avaient jusqu'alors été repérés que chez certains insectes. Des structures similaires ont été mises en évidence par la même étude chez d'autres espèces marines (Crevette nettoyeuse, Crevette pistolet, qui chassent ou se déplacent solitairement sur de longues distances). Cette découverte remet en cause l'idée jusqu'alors admise que ces structures cérébrales étaient apparues dans l'évolution chez les insectes, et après divergence des lignées d'insectes d'avec les lignées de crustacés 480 millions d'années environ avant nos jours,.